# Erik Merlung
Erik Bjørn Merlung (født 24. april 1936 i København) var fra 1979 til 2006 Statsadvokat for Sjælland. Merlung var kendt som en dygtig, barsk, hård og temperamentsfuld anklager.
Merlung har deltaget i den offentlige debat: fx da han roste Venstre-politikeren Birthe Rønn Hornbech, da hun før sin ministertid talte regeringen midt imod i debatten om antiterrorpakken. Som medlem af Christianias Kulturforenings Nævningsting udfordrede han og en række andre kendte politikerne med et forslag om forsøg med legalisering af cannabis.
Han var anklager i en række omtalte sager som fx straffesagen mod Fremskridtspartiets stifter Mogens Glistrup i 1983, der endte med at Glistrup blev idømt tre års fængsel for skattesvig, "Malene-mordet" i 1983, der sendte Frede Sander Jensen i fængsel på livstid, den asylsøgende bosniske krigsforbryder Refik Saric i 1994, "Susan-mordet" i 2000, der sendte Lars Anborg-Nielsen i fængsel på livstid og sagen mod Peter Lundin i 2001, der blev idømt fængsel på livstid.
Erik Merlung blev student fra Vestre Borgerdyd i 1955, cand.jur. i 1966 og ansat i Justitsministeriet, hvor han bl.a. virkede som politifuldmægtig i Nyborg, før han i 1966 blev fuldmægtig og medhjælper hos Statsadvokaten for Sjælland. Konstitueret som 2. statsadvokat i København i 1973 for i 1979 at blive statsadvokat for Sjælland indtil 2006, hvor han gik på pension. Han har været mæglingsmand under Forligsinstitutionen og medstifter og formand for Foreningen af Statsadvokater 1987-2004.
Efter pensioneringen kom Merlung i søgelyset, da han over for over Dan Lynge kommission erkendte, at han begik en fejl ved ikke at læse alt det materiale, han fik om eksrockeren Lynge, der var meddeler for politiet under rockerkrigen mellem Bandidos og Hells Angels.
Privat er han gift med Nina Bang Merlung og parret har to voksne døtre. Parret bor i Hjortekær ved Kongens Lyngby.[kilde mangler]